# Campo Alegre do Fidalgo
Campo Alegre do Fidalgo este un oraș în Piauí (PI), Brazilia.